# Alejo Mosele
Alejo Mosele (en griego: Ἀλέξιος Μωσηλέ; transl.: Aléxios Moselé) o Musele/Mousele (Μουσουλέμ/Μουσελέ; Mousoulém/Mouselé) fue un aristócrata y general bizantino de la familia Mosele. Escogido por el emperador Teófilo (829-842) durante algún tiempo para heredar la corona imperial, se prometió con la hija del monarca, María, y se lo nombró césar. Participó en campañas militares en los Balcanes, donde recuperó territorios de los eslavos y luchó con cierto éxito en Sicilia contra los árabes. Llamado a Constantinopla pues se sospechaba que ambicionaba el trono y pretendía derrocar a Teófilo, fue prendido, pero después se lo perdonó y autorizó a retirarse a un monasterio, en el que pasó el resto de sus días.

## Orígenes y heredero del trono imperial

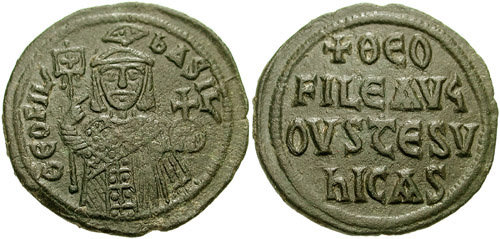
Follis de cobre del emperador Teófilo acuñado para celebrar su victoria sobre los árabes en el 835. Mosele quizá participase en la campaña, pues sí lo hizo en el subsiguiente triunfo.

Alejo era posiblemente hijo o nieto del general homónimo, que sirvió en el reinado de Constantino VI (780-797), aunque las crónicas bizantinas indiquen que pertenecía a la familia Crenites. Las mismas crónicas mencionan también a un hermano, de nombre Teodosio, que ostentó el título de patricio. En algún momento entre el 836 y el 839, Alejo se prometió en matrimonio con la princesa María, hija menor y favorita del emperador Teófilo, a pesar de que era aún una niña. El emperador carecía entonces de heredero varón y esta decisión se tomó evidentemente para evidenciar la preferencia del soberano por Alejo como heredero al trono. Se lo ascendió progresivamente a patricio y antípato, enseguida a magister officiorum y, finalmente, a césar. Fue la única persona que se conozca que obtuvo el título durante el reinado de Teófilo, y puede que lo obtuviese pronto, en el 831, ya que las crónicas mencionan la presencia de un césar desconocido en un triunfo imperial de ese año. Sin embargo, también podría tratarse de una referencia a otro césar desconocido, que probablemente murió poco después.

## Campañas militares en los Balcanes y Sicilia
En el verano del 836, se envió a Mosele, recién ascendido a césar, con un ejército contra los búlgaros de Tracia. En vez de enfrentarse a ellos, se concentró en recuperar para el Imperio bizantino la zona costera entre los ríos Mesta y Estrimón, que había sido entregada a los eslavos en el tratado bizantino-búlgaro del 815. De esta forma, unió territorialmente de nuevo Tracia y Tesalónica, la principal ciudad del imperio en los Balcanes. Después de fundar una nueva ciudad en la Macedonia oriental, de nombre Cesarópolis, retornó a Constantinopla. Alejo quizá participase en la campaña victoriosa de Teófilo contra Melitene en el 837, pues se sabe que estuvo presente en el triunfo que siguió a la vuelta del emperador a la capital. Sin embargo, no todos los historiadores lo aceptan. En el 838, se envió a Mosele a dirigir una expedición contra los árabes de Sicilia. Allá alcanzó varias victorias, y los obligó a levantar el cerco de Cefalú. Sin embargo, sus fuerzas fueron insuficientes para expulsarlos completamente de la parte occidental de la isla y, a finales del 838, finalmente fue derrotado por los refuerzos árabes llegados a la isla.

## Caída en desgracia y retiro

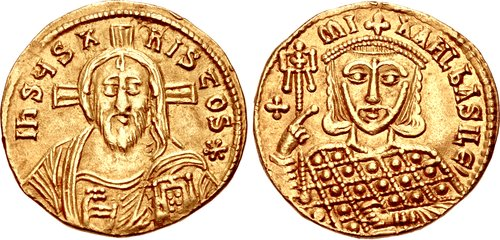
Sólido de Miguel III el Ebrio (842-867), que sucedió a su padre Teófilo en el trono imperial bizantino.

Mientras, la prometida de Alejo, María, murió con cuatro años de edad, lo que debilitó la relación entre aquel y el emperador. Entonces algunos sicilianos los acusaron de complicidad con los árabes y de maquinar para hacerse con el trono. Para evitar acuciar en exceso a Mosele, Teófilo envió a Teodoro Critino, arzobispo de Siracusa, para convocarlo a la capital, otorgándole al tiempo un salvoconducto. A pesar de esto, una vez llegado a la urbe, se lo despojó de sus títulos, se lo maltrató y apresó. Teodoro Critino reprendió públicamente al emperador por no haber respetado la palabra dada en la iglesia de Santa María de las Blanquernas, lo que enfureció el soberano, que mandó que lo azotasen y lo exilió. Sin embargo, poco después, el patriarca Juan el Gramático también censuró públicamente a Teófilo, que finalmente cedió, liberó tanto a Teodoro como a Alejo y devolvió a este último sus títulos y propiedades. Las relaciones con el emperador, no obstante, empeoraron considerablemente, en particular después de la muerte de María y del nacimiento, en el 840, del hijo y heredero de Teófilo, Miguel III (842-867). En el 842, Mosele ya se había retirado al monasterio que había fundado en el barrio ta Anthemiou de Crisópolis. Es lo último que se sabe de él.